# قط وفار (فلم)
قط وفار هو فيلم كوميدي-درامي، من إخراج تامر محسن وتأليف عبد الرحمن فهمي. الفيلم من بطولة محمد فراج ومحمود حميدة وسوزان نجم الدين وسوسن بدر. صدر الفيلم لأول مرة في 21 يناير 2015 في مصر، حاز الفيلم على ردود فعل جيدة من النقاد، وبلغت إيراداته 649,967 جنية مصري.

## ملخص القصة
في قالب من الكوميديا والإثارة، يخوض الشاب الفقير حمادة الفار (محمد فراج) الذي يعمل كعامل نظافة بمؤسسة الأهرام صراعًا محمومًا مع وزير الداخلية (محمود حميدة) بكل السلطة التي يملكها، حيث يحاول (حمادة) الوصول لجثة والدته الفقيرة ألطاف التي توفيت في منزل وزير الداخلية وتربطها علاقة قرابة مع وزير الداخلية، حيث يرى كل منهما أنه هو الأحق بإقامة جنازة لها.

## القصة
حمادة الفار شاب طيب وفقير وخجول في علاقاته الاجتماعية ولا يستطيع ان يعبر عن حبه للفتاة التي يحبها وعلى مستوى اخر يعانى من احراج أهل الحارة له نظرا لجمال امه وزواجها الكثير ورغبة أهل الحارة بها، الطاف والدة حمادة الفار تذهب إلى فيلا عباس القط بدو علمه لرغبة ابنته في (زغروطة في يوم فرحها) وفي ظل الانسجام في الرقص تقع الطاف جثة على الأرض ويعانى عباس القط من مشاكل عديدة لابعاد الموضوع عن الصحافة لرغبته في استمرار الحفلة وحينما تعرف الصحافة يضعه في العديد من المشاكل المضحكة.

## طاقم العمل
| - محمود حميدة: عباس القط (وزير الداخلية) - محمد فراج: حمادة عبد ربه الفار - سوزان نجم الدين: ميرفت زوجة عباس - سوسن بدر: ألطاف حسانين القط - لطفي لبيب: سعيد عبد الجليل رئيس تحرير الأهرام - سامي مغاوري: يحيى مدير مكتب وزير الداخلية | - ضياء الميرغني: معلم القهوة رفاعي - محمود عبد الغفار: بكر الشربيني - محمد أبو الوفا: علي الدماطي - عماد رشاد: سامي عبد العال رئيس تحرير جريدة المعارضة - ثريا إبراهيم: نعمة خالة عباس القط - ريم حجاب: عصمت الدماطي | - كريم كيمز - بسمة ياسر: رانيا - احمد عادل: وزه البلطجى - مجدي السباعي: ضابط بالداخلية - إبراهيم أبو العطا: سيد سائق التاكسي - أحمد راسم: راقص الحلم |

بالإضافة إلى: محمد حسني - حسان العربي - غادة فلفل: نشوى مساعدة سعيد - طارق سليمان - سلوى عزب - عيد أبو الحمد: شيخ الجامع فتحي - هويدا وجدي - احمد هزاع - محمود فارس - أحمد يوسف - آمنة جمال - محمد بشار - أيمن هلال - محمد جان - شمس - زهرة - جمعة الشامي - محيي الدين كمال - بريهان السورية - دورو - ايهاب فيشة - علاء سمير - منة محمد - إنجي فاروق - ايتو - زغلول - آنا - حنين حسن-- (طفلة)
- الطفلة: حنين حسن
- أداء صوتي: أميمة مهران - أشرف كيرت - عبير محمود

## تهميشات
- تم الانتهاء من مونتاج الفيلم في شهر سبتمبر 2014.
- التعاون الثاني بين تامر محسن ووحيد حامد بعد مسلسل (بدون ذكر أسماء).
- أول عمل سينمائي للكاتب وحيد حامد منذ آخر افلامه (احكي يا شهرزاد) الذي قدمه في عام 2009.
- المشهد الذي تظهر به سوسن بدر والمصور كاملًا بالأبيض والأسود هو محاكاة ساخرة للإعلان الأول لفيلم (حلاوة روح).[7]
- تم تصوير بعض المشاهد في منطقة الحطابة، القلعة، القاهرة.[8]
- توفيت الفنانة ثريا إبراهيم عن عمر 77 سنة أثناء العرض الخاص بالفيلم، وكان هذا أخر عمل لها.[9]

## وصلات داخلية
- تامر محسن

## وصلات خارجية
- مقالات تستعمل روابط فنية بلا صلة مع ويكي بيانات
- صفحة الفيلم على موقع الفيلم.
- صفحة الفيلم غلى موقع السينما العربية.
- صفحة الفيلم على قاعدة بيانات الافلام على الانترنيت.